# Saltsjöbadens station

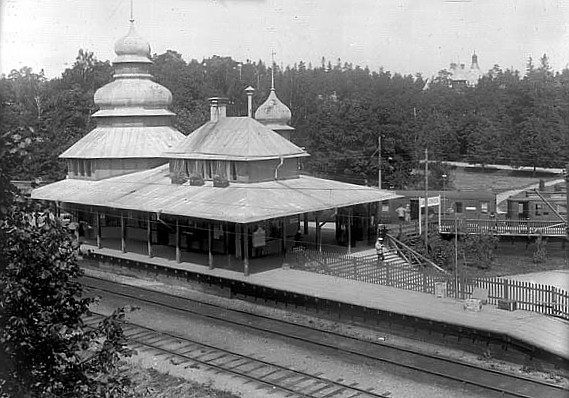
Gamla stationshuset.

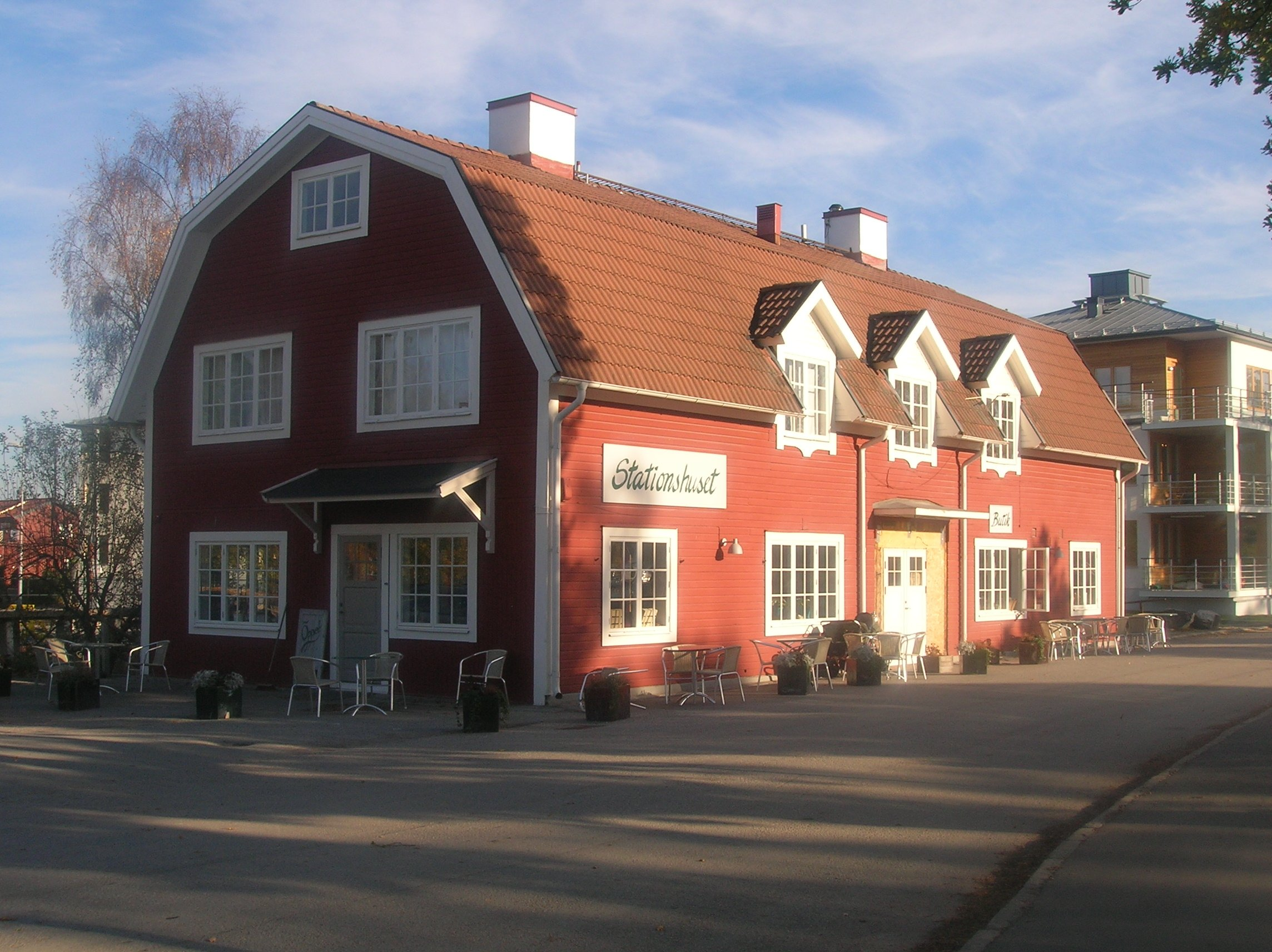
"Röda stugan", stationsbyggnad efter 1947.

Saltsjöbadens station är ändhållplats på Saltsjöbanan från Slussen och belägen i Saltsjöbaden.  Avståndet från station Slussen är 15,7 kilometer. Härifrån kan man även åka buss 458 till Solsidan och Älgö, samt på nätterna buss 497 till Slussen och Sergels torg.

## Historik
Arbetet med att bygga Saltsjöbanan startades på hösten 1891 och 1893 invigdes en magnifik stationsbyggnad med kupoler. Stationsbyggnaden låg lite längre västerut än dagens station och finns inte längre kvar. Stationshuset togs ur drift 1947 men revs först i början av 1950-talet. Därefter tog nya stationshuset "Röda stugan" i anspråk, en röd trälänga i två våningar med valmat sadeltak, som uppfördes troligen
redan under 1900-talets första decennier.  1947 flyttades stationen en bit västerut.

Röda stugan innehåller idag bostäder i övre planet och restaurang och café Stationshuset. Själva hållplatsen för banan består bara av en perrong utan byggnad. Fram till 2004 fanns här även ett grenspår med stoppbock strax före den tidigare ändhållplatsen Dalaröbryggan. I samband med bygget av nya bostadshus revs spåret upp. Det var ett av dessa nya bostadshus som skadades genom tågolyckan i januari 2013 (se nedan).

## Olyckan
Tidigt på morgonen den 15 januari 2013 körde ett 4-vagnarståg rakt genom stoppbocken och kraschade in i ett bostadshus efter plattformen. På tåget befann sig en städerska som av misstag körde igång tåget. Vid kraschen klämdes hon fast och fick svåra skador. Reparationsarbetena på spår och bostadshuset dröjde fram till september 2013.

## Bilder

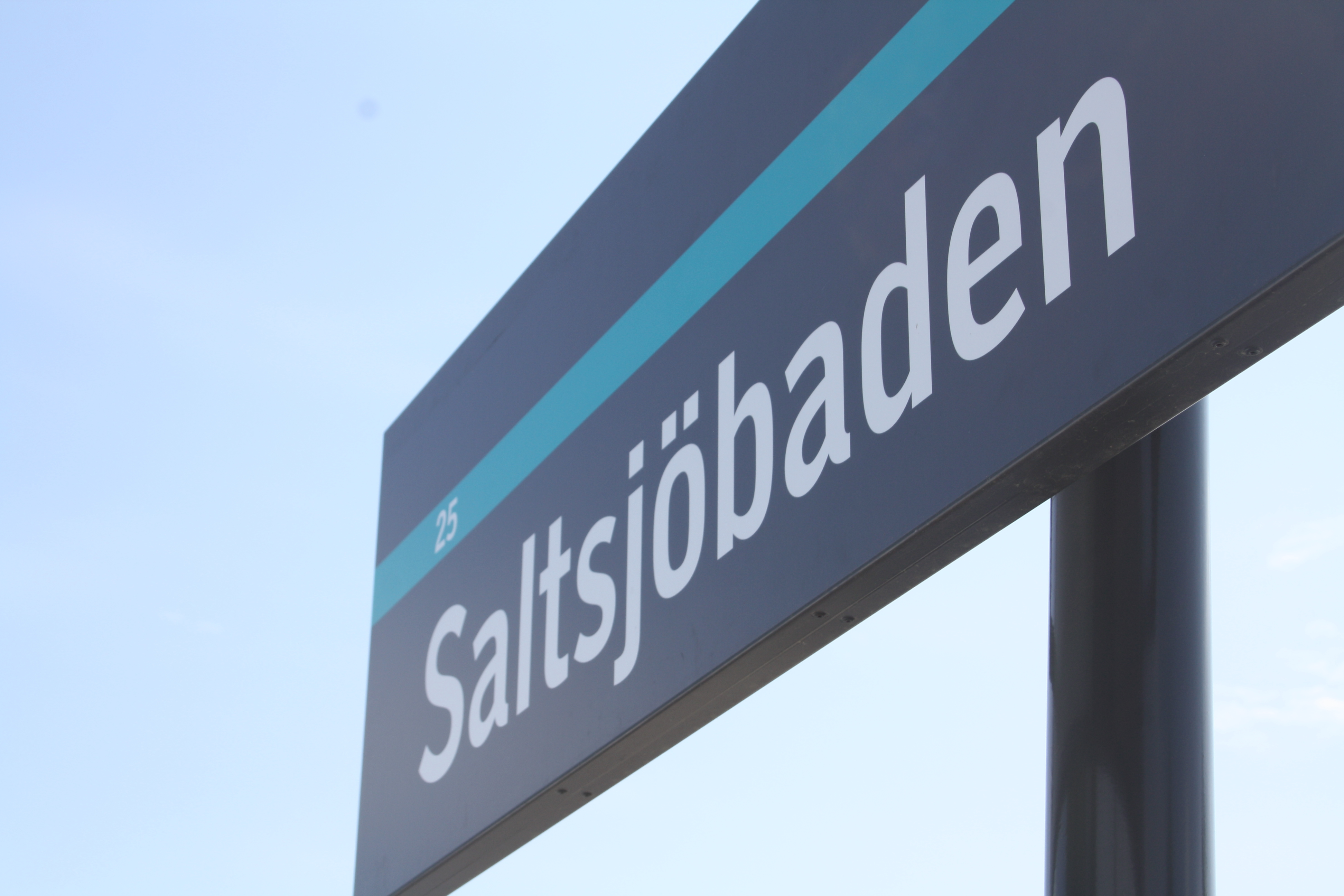
Stationsskylt
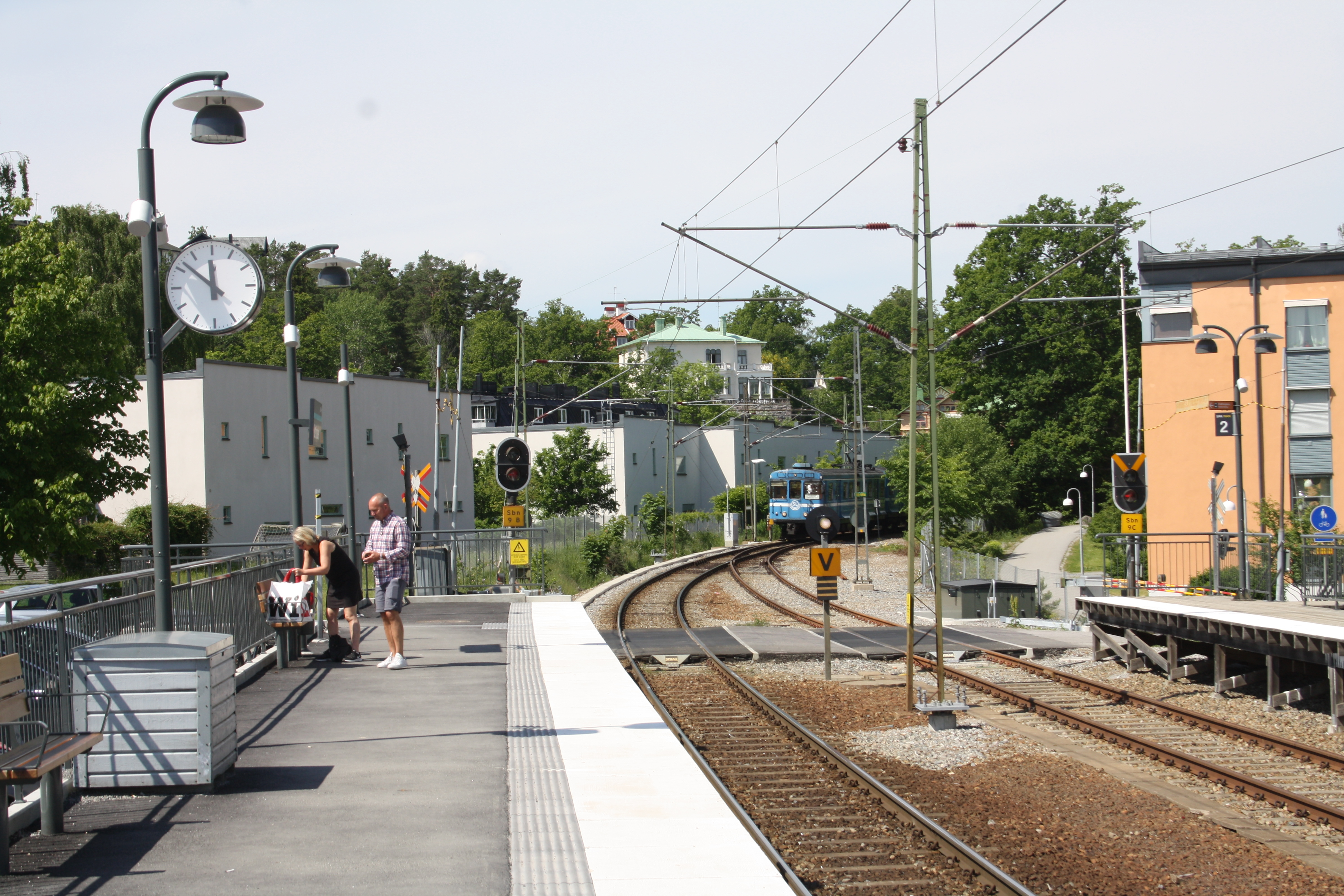
Perrongen
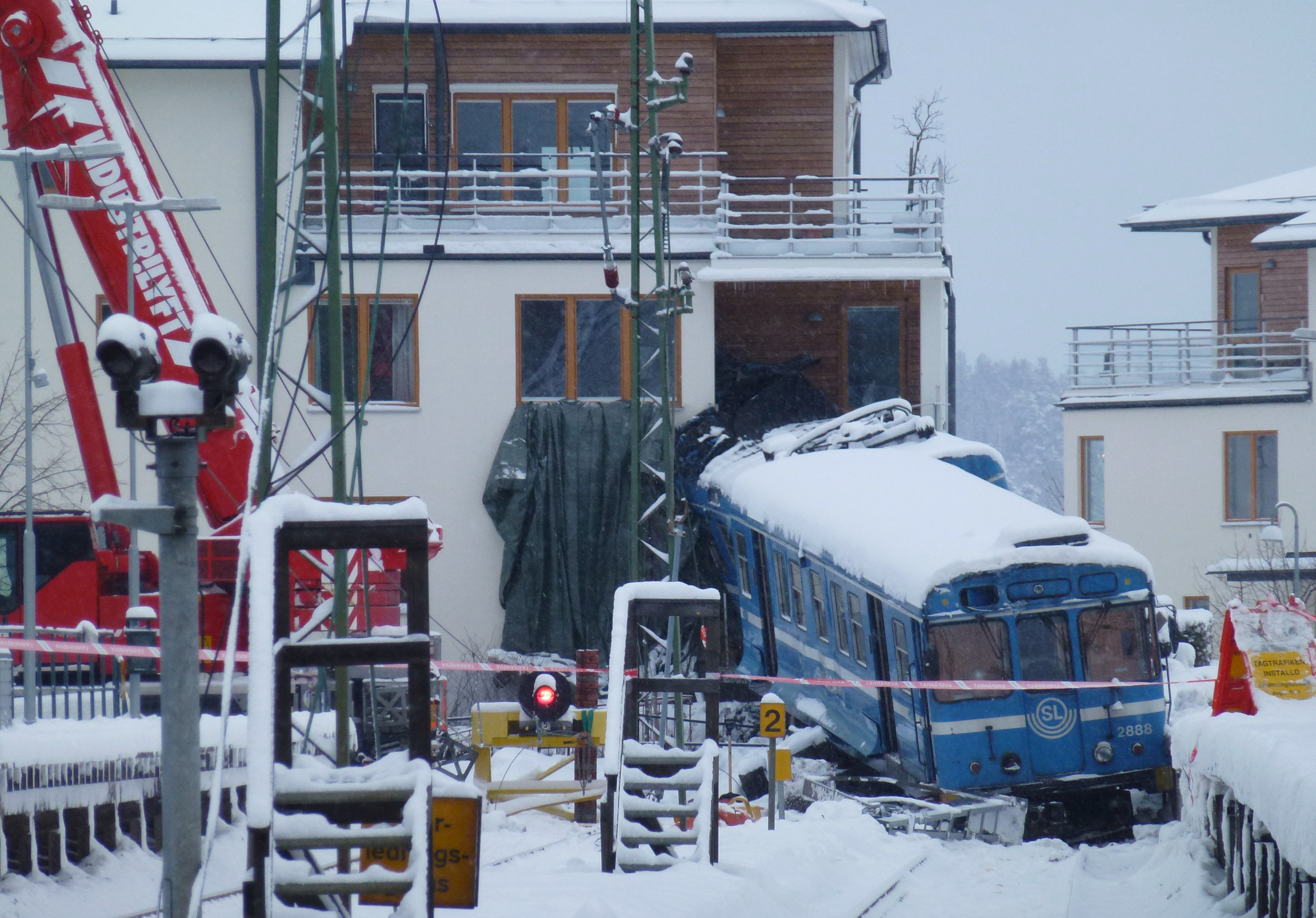
Olyckan i januari 2013.
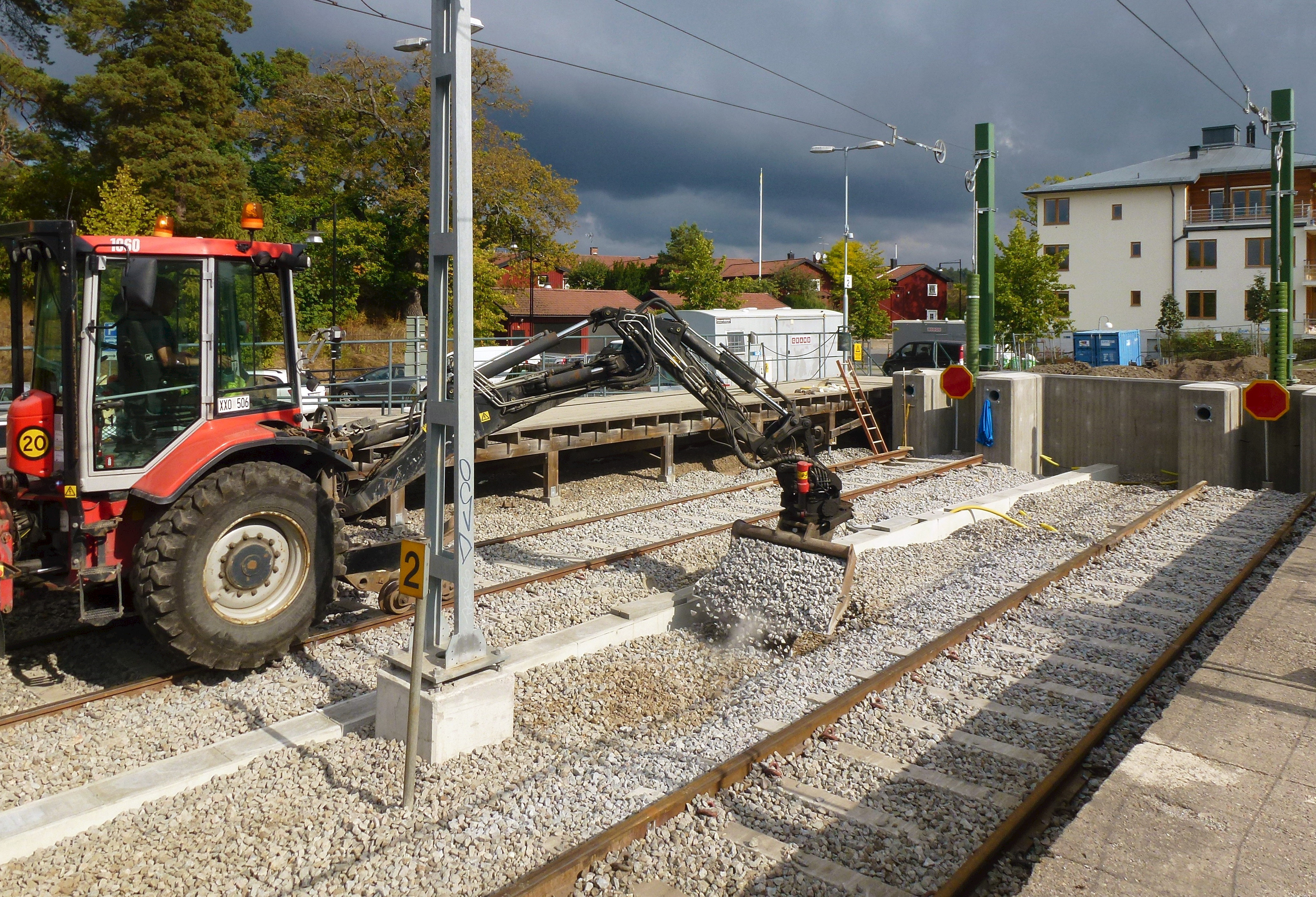
Olycksplatsen i september 2013.